# ويليام إدواردز (سياسي)
ويليام إدواردز (بالإنجليزية: William Edwards)‏ هو محامي وسياسي بريطاني، ولد في 1938 في المملكة المتحدة، وتوفي في 16 أغسطس 2007. حزبياً، نشط في حزب العمال. في الانتخابات العامة في المملكة المتحدة 1966 ‏، انتخب عضو البرلمان الرابع والأربعون للمملكة المتحدة عن دائرة Merioneth (UK Parliament constituency) ‏ (31 مارس 1966 – 29 مايو 1970) وفي الانتخابات العامة في المملكة المتحدة 1970، انتخب عضو البرلمان الخامس والأربعون للمملكة المتحدة عن دائرة Merioneth (UK Parliament constituency) ‏ (18 يونيو 1970 – 8 فبراير 1974).